# Elmar Kast
Elmar Kast ist ein deutscher Musiker.
Kast war 1965 einer der Gründer des Würzburger Beat-Quintetts The Jay Five, mit Günther-Eric Thöner, Tom Wohlert, Joe Voggenthaler und K. D. Blahak. Später komponierte er auch Schlagerlieder, unter anderen für Howard Carpendale und Tommy Steiner. Mit Joachim Horn-Bernges produzierte er die ersten beiden Alben von Nino de Angelo: Junges Blut (1983) und Jenseits von Eden (1984). 